# Serno

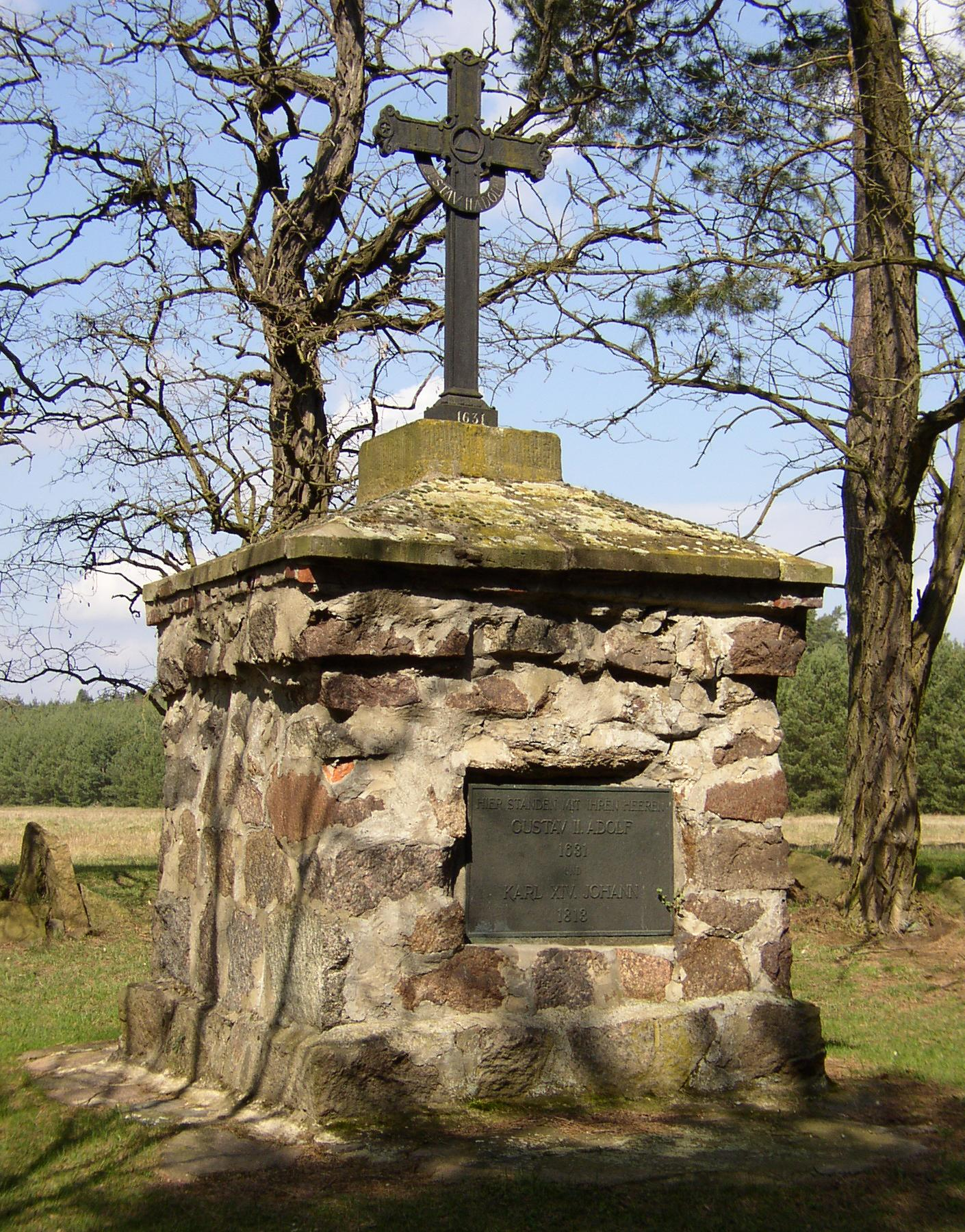
„Schwedenstein“

Serno ist seit dem 1. Januar 2009 ein Ortsteil der Stadt Coswig (Anhalt) im Landkreis Wittenberg in Sachsen-Anhalt (Deutschland).

## Geografie
Das zu 80 Prozent von Wald bedeckte Gebiet der Gemarkung Serno im Hohen Fläming erstreckt sich von der Landesgrenze zu Brandenburg bis zum Tal der oberen Rossel. Serno liegt zwischen Coswig (Anhalt) und Wiesenburg/Mark. Nahe dem Nachbarort Göritz erreicht das Geländerelief 181 Meter Höhe.

## Geschichte
Am 20. Juli 1950 wurden die bis dahin eigenständigen Gemeinden Göritz und Grochewitz nach Serno eingemeindet.
Am 1. Juli 2007 wurde die ehemals selbständige Gemeinde Serno aufgrund einer Kreisgebietsreform vom ehemaligen Landkreis Anhalt-Zerbst in den Landkreis Wittenberg eingegliedert.

## Politik

### Wappen
Das Wappen wurde am 19. März 2008 durch den Landkreis genehmigt und im Landeshauptarchiv Magdeburg unter der Wappenrollennummer 9/2008 registriert.
Blasonierung: „Geteilt von Silber und Grün, oben ein schwarzer Eber mit roten Hauern, unten zwischen zwei dem Schildrand nachgestellten silbernen Eichenblättern balkenweise drei silberne Längsschindeln, die mittlere verlängert.“
Serno führte ein Bildsiegel, das einen Eber (Wildschwein) vor einem Baum zeigt. Dieses Siegelbild konnte in der vorliegenden Form nicht für ein Wappen herhalten, weil dieses Motiv bereits vergeben war (Wörlitz 1994, Roxförde 1996). Da es Wunsch der Gemeinde war, sich an das alte Siegelbild so anzulehnen, dass es genehmigungsfähig ist, war eine Neugestaltung nötig, die der Magdeburger Kommunalheraldiker Jörg Mantzsch vornahm. Der Eber blieb zentrale Figur im Wappen. Außerdem wurden im Sinne pars pro toto Eichenblätter und die Besonderheit für den Ort Serno – das Stabgeläute der Kirche, ein technisches Meisterwerk – hinzugefügt.

### Flagge
Die Flagge ist Grün–Weiß gestreift. Das Gemeindewappen ist mittig auf die Flagge aufgelegt.

## Sehenswürdigkeiten

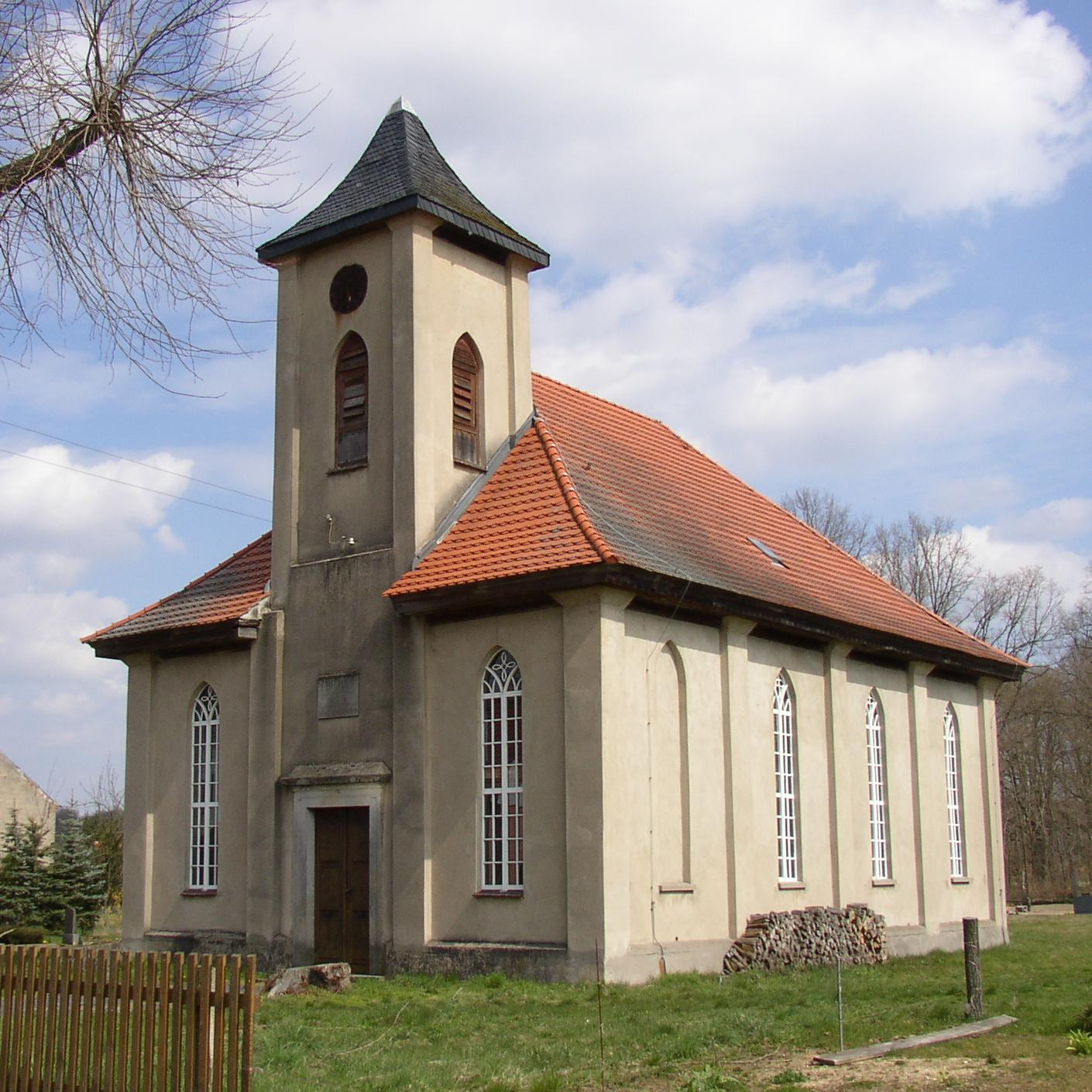
St.-Jacobus-Kirche

Ein ungewöhnliches Baudenkmal ist das Stabgeläute der 1830 eingeweihten St.-Jacobus-Kirche. Es war eine kostengünstige Alternative zu teuren Glocken, die sich die damaligen Bewohner – Teerschweler, Köhler und Gutsarbeiter – nicht leisten konnten.

## Verkehrsanbindung
Östlich von Serno führt die Bundesstraße 107 (Coswig (Anhalt)–Wiesenburg/Mark) vorbei. Der Autobahnanschluss Köselitz der Bundesautobahn 9 (Berlin–München) ist nur wenige Kilometer von Serno entfernt. Der nächste Bahnhof befindet sich in dem sechs Kilometer entfernten Ort Jeber-Bergfrieden an der Bahnstrecke Wiesenburg–Roßlau.